# Johann III. (Teschen-Auschwitz)
Johann III. von Auschwitz (auch Hanuš III. von Teschen-Auschwitz; * um 1366; † 1405) war von 1376 bis zu seinem Tod 1405 Herzog von Auschwitz. Er entstammte dem Teschener Zweig der Schlesischen Piasten.

## Herkunft und Leben
Seine Eltern waren Herzog Johann II. und Hedwig († 1385/1396), eine Tochter des Brieger Herzogs Ludwig I. 1394 vermählte sich Johann III. mit Hedwig, eine Tochter des Herzogs Olgierd von Litauen. Die Ehe blieb kinderlos.
1397 unterzeichnete Johann III. zusammen mit dem Breslauer Bischof Wenzel von Liegnitz und den Herzögen von Liegnitz, Glogau, Oppeln, Teschen und Troppau auf der einen Seite sowie dem polnischen König Władysław II. Jagiełło auf der anderen Seite, ein Abkommen, mit dem die Sicherung der Grenze zu Polen vereinbart wurde sowie die Verhinderung der Unruhen in diesem Gebiet.
Mit Johann III., der 1405 starb, erlosch die direkte Linie Auschwitz der Teschener Piasten. Sie bestand seit 1314/15 und stammte von Johanns III. Urgroßvater Wladislaus ab. Mit Johanns Tod gelangte Herzogtum Auschwitz an Herzog Primislaus I. von der Teschener Stammlinie Teschen. Von ihm, der schon 1406 starb und den Sohn Kasimir I. hinterließ, leitete sich wiederum eine neue Auschwitzer Teillinie ab.